# Appeltův dům
Appeltův dům v Liberci je dům, který se nachází na Sokolovském náměstí. Byl postavený v letech 1793–1794 obchodníkem se sukny Antonínem Appeltem. Dům je chráněn jako kulturní památka, evidován v seznamu památek je od roku 1966. 

## Historie
Dům postavili na místě dvou starých domů liberečtí stavitelé Jan a Karel Kuntze; stavba svou výškou a svou konečnou architekturou dává nový ráz celému Sokolovskému náměstí (dříve Novoměstské náměstí). Dům je zděný, třípodlažní s mansardou, s typickými znaky architektury klasicismu a rokoka. Průčelí budovy je bohatě zdobené architektonickými články, tympanonem a profilovaným štítem ve střeše. V přízemí byly dílny a prodejny, v patrech byl byt majitele. 
Když byla rodina Appeltů ekonomickou situací donucena prodat palác městu, to se rozhodlo zřídit zde reálku. Za přední budovou bylo přistavěno dvorní třípodlažní křídlo, v němž vzniklo devět učeben, kabinety a sociální zařízení. Samotný palác byl upraven na kanceláře a klauzurní byty pro vyučující piaristy. Od roku 1837 slouží budova školním účelům. 
Dnes v této budově sídlí Střední průmyslová škola stavební.